# Feux du Palais
Feux du Palais ist der Name zweier Molenfeuer im Département Morbihan. Sie sind seit 1891 in Betrieb und bezeichnen die Hafeneinfahrt von Le Palais auf der Insel Belle-Île.